# Baronia de Castellvell

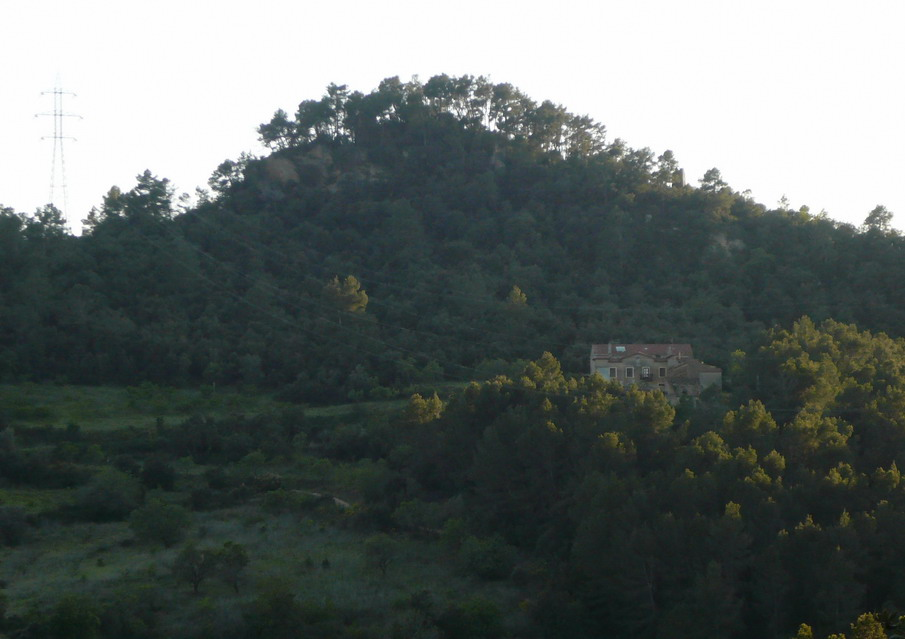
Turó del Castell, amb el mas del Castell en primer terme, a Castellví de Rosanes

Escut d'armes de la casa d'Entença.

La Baronia de Castellvell fou una baronia establerta el segle xi per Ramon Borrell, comte de Barcelona, durant la repoblació de la marca amb els sarraïns. Els territoris infeudats estaven entorn de dos nuclis:
- Castellví de Rosanes (format pels actuals municipis de Castellví de Rosanes, Martorell, Sant Esteve Sesrovires, Abrera, Olesa de Montserrat i Sant Andreu de la Barca, al Baix Llobregat, i el municipi de Castellbisbal, al Vallès Occidental)
- Castellví de la Marca (a l'Alt Penedès).

A més, al segle xii, va incorporar-se nous territoris conquerits recentment als sarraïns. Aquests nous territoris dels Castellvell els formaven els actuals municipis de Falset, Masroig, Siurana de Prades, Ulldemolins, Cabassers, Capçanes, Marçà i Guiamets, al Priorat, els de Tivissa, Garcia, Móra d'Ebre i Móra la Nova, a la Ribera d'Ebre, i els municipis de Pratdip, Colldejou i Vandellòs i l'Hospitalet de l'Infant, al Baix Camp.
El 1205 la baronia se la van repartir les dues germanes d'Albert I de Castellvell; Guillema heretà la nova Baronia de Castellví de Rosanes prop del Llobregat i Alamanda guanyaria la Baronia d'Entença, a les Muntanyes de Prades.
La residència del baró, el Castellvell de Rosanes, es troba documentat de 963 ençà, tot i que es considera que té antecedents romans i àrabs. Com a terra fronterera entre l'Àndalus islàmic i el món cristià (primer part de l'Imperi Carolingi, després dins els comtats catalans) durant prop de dos-cents cinquanta anys (segles ix a xii), la baronia presentava una gran concentració de fortificacions, com són les del Castell de Benviure (a Castellbisbal), el Castell de Rosanes (a Castellví de Rosanes), el Castell de Voltrera (a Abrera), les Torres del Clos i de Griminella (a Martorell) o la Torrassa (a Sant Esteve Sesrovires). A partir de 1205 la baronia es dividí en dues i, per tant, tingué dues seus: l'antic Castellvell de Rosanes i el nou Castell d'Entença

## Orígens dels Castellvell
El primer senyor documentat de la baronia i primer a utilitzar el cognom Castellvell és Guillem I de Castellvell († d.1041), tot i que en l'estudi sobre L'origen de les famílies Cervelló, Castellvell i Castellet es referencia als avantpassats d'aquest com a primers senyors del terme. Així, el llinatge Castellvell dona una procedència comtal, car Guillem de Castellvell fou descendent de Sunifred I († 848), comte de Barcelona, d'Urgell, de Cerdanya, de Girona, d'Osona i de Besalú, entre d'altres.
|  |  |  |  |  |  |  |  |  |  |                        |                        |                        |                        |                        |                        |                   |  |                        |              |              |              |              |              |          |          |          |          |               |               |               |               |               |               |  |  |  |  |  |  |  |  |  |  |  |  |  |  |  |  |  |  |  |  |  |  |
|  |  |  |  |  |  |  |  |  |  |                        |                        |                        |                        |                        |                        | Sunifred I, comte |  |                        |              |              |              |              |              |          |          |          |          |               |               |               |               |               |               |  |  |  |  |  |  |  |  |  |  |  |  |  |  |  |  |  |  |  |  |  |  |
|  |  |  |  |  |  |  |  |  |  |                        |                        |                        |                        |                        |                        |                   |  |                        |              |              |              |              |              |          |          |          |          |               |               |               |               |               |               |  |  |  |  |  |  |  |  |  |  |  |  |  |  |  |  |  |  |  |  |  |  |
|  |  |  |  |  |  |  |  |  |  |                        |                        |                        |                        |                        |                        |                   |  |                        |              |              |              |              |              |          |          |          |          |               |               |               |               |               |               |  |  |  |  |  |  |  |  |  |  |  |  |  |  |  |  |  |  |  |  |  |  |
|  |  |  |  |  |  |  |  |  |  | Guifré el Pilós, comte | Guifré el Pilós, comte | Guifré el Pilós, comte | Guifré el Pilós, comte | Guifré el Pilós, comte | Guifré el Pilós, comte |                   |  |                        |              |              |              | Sunifred     | Sunifred     | Sunifred | Sunifred | Sunifred | Sunifred |               |               |               |               |               |               |  |  |  |  |  |  |  |  |  |  |  |  |  |  |  |  |  |  |  |  |  |  |
|  |  |  |  |  |  |  |  |  |  | Guifré el Pilós, comte | Guifré el Pilós, comte | Guifré el Pilós, comte | Guifré el Pilós, comte | Guifré el Pilós, comte | Guifré el Pilós, comte |                   |  |                        |              |              |              | Sunifred     | Sunifred     | Sunifred | Sunifred | Sunifred | Sunifred |               |               |               |               |               |               |  |  |  |  |  |  |  |  |  |  |  |  |  |  |  |  |  |  |  |  |  |  |
|  |  |  |  |  |  |  |  |  |  |                        |                        |                        |                        |                        |                        |                   |  |                        |              |              |              | Sendred      |              |          |          |          |          |               |               |               |               |               |               |  |  |  |  |  |  |  |  |  |  |  |  |  |  |  |  |  |  |  |  |  |  |
|  |  |  |  |  |  |  |  |  |  |                        |                        |                        |                        |                        |                        |                   |  |                        |              |              |              |              |              |          |          |          |          |               |               |               |               |               |               |  |  |  |  |  |  |  |  |  |  |  |  |  |  |  |  |  |  |  |  |  |  |
|  |  |  |  |  |  |  |  |  |  |                        |                        |                        |                        |                        |                        |                   |  |                        |              |              |              |              |              |          |          |          |          |               |               |               |               |               |               |  |  |  |  |  |  |  |  |  |  |  |  |  |  |  |  |  |  |  |  |  |  |
|  |  |  |  |  |  |  |  |  |  |                        |                        |                        |                        |                        |                        |                   |  | Unifred Amat           | Unifred Amat | Unifred Amat | Unifred Amat | Unifred Amat | Unifred Amat |          |          |          |          | Ènnec Bonfill | Ènnec Bonfill | Ènnec Bonfill | Ènnec Bonfill | Ènnec Bonfill | Ènnec Bonfill |  |  |  |  |  |  |  |  |  |  |  |  |  |  |  |  |  |  |  |  |  |  |
|  |  |  |  |  |  |  |  |  |  |                        |                        |                        |                        |                        |                        |                   |  | Unifred Amat           | Unifred Amat | Unifred Amat | Unifred Amat | Unifred Amat | Unifred Amat |          |          |          |          | Ènnec Bonfill | Ènnec Bonfill | Ènnec Bonfill | Ènnec Bonfill | Ènnec Bonfill | Ènnec Bonfill |  |  |  |  |  |  |  |  |  |  |  |  |  |  |  |  |  |  |  |  |  |  |
|  |  |  |  |  |  |  |  |  |  |                        |                        |                        |                        |                        |                        |                   |  | Guillem de Castellvell |              |              |              |              |              |          |          |          |          |               |               |               |               |               |               |  |  |  |  |  |  |  |  |  |  |  |  |  |  |  |  |  |  |  |  |  |  |

## Llista de senyors de Castellvell

### Dinastia Castellvell
- 1011?-1041: Guillem de Castellvell, primer baró de Castellvell
- 1041-1075: Ramon Bonfill de Castellvell, fill de l'anterior
- 1075-1126: Guillem III Ramon I de Castellvell, fill de l'anterior
- 1126-1166: Guillem IV Ramon II de Castellvell, fill de l'anterior
- 1166-1178: Guillem II de Castellvell, fill de l'anterior. El 1174 rebé territoris a les Muntanyes de Prades que incrementaren el patrimoni de la baronia.
- 1178-1205: Albert I de Castellvell, fill de l'anterior

## Separació de la baronia
A la mort sense descendents d'Albert I, les seves germanes es reparteixen els dominis familiars: Guillema rep els territoris prop del Llobregat mentre que Alamanda rep les terres més properes al Riu Ebre.
| Baronia de Castellvell-Castellví de Rosanes Dinastia Castellvell 1205 - 1228 : Guillema I de Castellvell , germana de l'anterior Dinastia Montcada 1228 - 1229 : Guillem de Montcada-Bearn i Castellvell , fill de l'anterior 1229 - 1290 : Gastó de Montcada-Bearn i Provença-Aragó , fill de l'anterior 1290 - 1309 : Guillema de Montcada i Bigorra , filla de l'anterior Dinastia Foix 1309 - 1315 : Gastó I de Foix-Bearn i Montcada , nebot de l'anterior 1315 - 1350 : Roger Bernat I de Foix-Castellbò , fill de l'anterior 1350 - 1381 : Roger Bernat II de Foix-Castellbò , fill de l'anterior 1381 - 1396 : Mateu I de Foix-Castellbò , fill de l'anterior El 1396 el rei d'Aragó Martí l'Humà expropià la baronia i el 1397 l'incorporà a la corona Casal de Barcelona 1397 - 1410 : Martí l'Humà , comte de Barcelona i rei d'Aragó 1412 - 1416 : Ferran d'Antequera , comte de Barcelona i rei d'Aragó , nebot de l'anterior 1416 - 1458 : Alfons el Magnànim , comte de Barcelona i rei d'Aragó , fill de l'anterior 1458 - 1474 : Joan el Gran , comte de Barcelona i rei d'Aragó , germà de l'anterior El 1474 el rei Joan concedí la baronia a Lluís de Requesens pel seu ajut durant la guerra civil catalana Dinastia Requesens 1474 - 1509 : Lluís de Requesens , comte de Palamós 1509 - 1549 : Estefania de Requesens , filla de l'anterior 1549 - 1576 : Lluís de Requesens i Zúñiga , fill de l'anterior 1576 - 1618 : Mencia de Requesens-Zúñiga i Gralla , filla de l'anterior Dinastia Fajardo 1618 - 1631 : Lluís Fajardo de Requesens-Zúñiga , fill de l'anterior 1631 - 1647 : Pere Fajardo de Requesens-Zúñiga i Pimentel , fill de l'anterior 1647 - 1693 : Ferran Joaquim Fajardo de Requesens-Zúñiga i Girón , fill de l'anterior 1693 - 1713 : Maria Teresa Fajardo de Requesens-Zúñiga i Girón , germana de l'anterior Dinastia Montcada 1713 - 1727 : Caterina de Montcada-Aragó-Peralta-Luna i Fajardo de Requesens-Zúñiga , filla de l'anterior Dinastia Álvarez de Toledo 1727 - 1753 : Frederic Vicenç Álvarez de Toledo i Montcada-Aragó , fill de l'anterior 1753 - 1773 : Antoni Álvarez de Toledo i Pérez de Guzmán , fill de l'anterior 1773 - 1796 : Josep Maria del Carme Álvarez de Toledo i Osorio , fill de l'anterior 1796 - 1821 : Francesc de Borja Álvarez de Toledo i Osorio , germà de l'anterior i darrer senyor jurisdiccional de la baronia. | Baronia de Castellvell-Entença Dinastia Castellvell 1205 - 1244 : Alamanda I de Castellvell , germana de l'anterior Dinastia Sant Martí 1244 -?: Alamanda de Subirats-Sant Martí-Castellvell la Jove , neta de l'anterior Dinastia Entença ?- 1294 : Berenguer d'Entença i Santmartí-Castellvell (cinquè baró d'Entença) , fill de l'anterior 1294 - 1321 : Guillem d'Entença i de Montcada (sisè baró d'Entença) , El 3 de desembre , Guillem va donar la baronia al rei Jaume el Just a canvi de la condonació d'uns deutes Casal de Barcelona 1321 - 1324 : Jaume el Just , comte de Barcelona i rei d'Aragó El 1324 rei Jaume va crear el Comtat de Prades en favor del seu fill petit Ramon Berenguer. La Baronia d'Entença hi fou incorporada Dinastia Aragó 1324 - 1341 : Ramon Berenguer d'Aragó i Anjou , fill de l'anterior. Aquest va intercanviar el comtat pel d' Empúries amb el seu germà Pere. 1341 - 1358 : Pere d'Aragó i Anjou , germà de l'anterior 1358 - 1414 : Joan de Prades-Aragó i Foix , fill de l'anterior 1414 - 1441 : Joana de Prades-Aragó i Cabrera , neta de l'anterior Dinastia Cardona 1441 - 1486 : Joan Ramon Folc de Cardona i Prades-Aragó , fill de l'anterior 1486 - 1513 : Joan Ramon II Folc de Cardona i Urgell-Aragó , fill de l'anterior 1513 - 1543 : Ferran Folc de Cardona i Enríquez , fill de l'anterior 1543 - 1564 : Joana Folc de Cardona i Manrique , filla de l'anterior Dinastia Aragó 1564 - 1572 : Francesc d'Aragó i Folc de Cardona , fill de l'anterior 1572 - 1608 : Joana d'Aragó i Folc de Cardona , germana de l'anterior Dinastia Fernández de Córdoba 1608 - 1640 : Enric Fernández de Córdoba i Aragó-Folc de Cardona , fill de l'anterior 1640 - 1670 : Lluís Ramon Fernández de Córdoba-Aragó-Folc de Cardona i Fernández de Córdoba-Figueroa , fill de l'anterior 1670 : Joaquim Fernández de Córdoba-Aragó-Folc de Cardona i Benavides , fill de l'anterior 1670 - 1690 : Pere Antoni Fernández de Córdoba-Aragó-Folc de Cardona i Fernández de Córdoba-Figueroa , oncle de l'anterior 1690 - 1697 : Caterina Fernández de Córdoba-Aragó-Folc de Cardona i Sandoval-Rojas , neboda de l'anterior Dinastia de la Cerda 1697 - 1711 : Lluís Francesc de la Cerda i Fernández de Córdoba-Aragó-Folc de Cardona , fill de l'anterior Dinastia Fernández de Córdoba 1711 - 1739 : Nicolau Fernández de Córdoba-Figueroa i de la Cerda , nebot de l'anterior 1739 - 1768 : Lluís Antoni Fernández de Córdoba-Figueroa i de la Cerda , fill de l'anterior 1768 - 1786 : Pere d'Alcántara Fernández de Córdoba-Figueroa-de la Cerda i Montcada , fill de l'anterior 1786 - 1806 : Lluís Maria Fernández de Córdoba-Figueroa-de la Cerda i Gonzaga , fill de l'anterior 1806 - 1840 : Lluís Joaquim Fernández de Córdoba-Figueroa-de la Cerda i Benavides , fill de l'anterior 1840 - 1873 : Lluís Antoni Fernández de Córdoba-Figueroa-de la Cerda i Ponce de León , fill de l'anterior 1873 - 1879 : Lluís Maria II Fernández de Córdoba-Figueroa-de la Cerda i Pérez de Barradas , fill de l'anterior 1879 - 1956 : Lluís Jesús Fernández de Córdoba-Figueroa-de la Cerda i Salabert , fill de l'anterior 1956 -...: Victòria Eugènia Fernández de Córdoba-Figueroa-de la Cerda i Fernández de Henestrosa , filla de l'anterior |